# Лос Прадос (Порторико)
Лос Прадос (шп. Los Prados) град је у америчкој острвској територији Порторико, острвској држави Кариба.

## Демографија
По попису из 2010. године број становника је 2.129.
| Група             | 2000.    | 2010.         |
| Белци             | 0 (0,0%) | 29 (1,4%)     |
| Афроамериканци    | 0 (0,0%) | 98 (4,6%)     |
| Азијати           | 0 (0,0%) | 8 (0,4%)      |
| Хиспаноамериканци | 0 (0,0%) | 2.086 (98,0%) |
| Укупно            | 0        | 2.129         |